# フロリアン・クリューガー
フロリアン・クリューガー（Florian Krüger、1999年2月13日 - ）は、ドイツ・ザクセン＝アンハルト州シュタスフルト出身のサッカー選手。FCフローニンゲン所属。ポジションはFW。

## クラブ経歴
1.FCマクデブルクやFCシャルケ04のユースを経て、2018年8月7日にFCエルツゲビルゲ・アウエに加入した。同年11月24日、2.ブンデスリーガのVfLボーフム戦にてプロデビューを果たした。プロ1シーズン目となった2018-19シーズンはリーグ戦16試合に出場して2得点を挙げたが、プロ3シーズン目には、11得点を挙げてプロ初となるリーグ戦2桁得点を記録した。
2021年6月23日、ブンデスリーガのアルミニア・ビーレフェルトに移籍金100万ユーロで移籍し、4年契約を結んだ。
2022年8月30日、FCフローニンゲンに移籍し、4年契約を結んだ。